# Borowaja (rejon smoleński)
Borowaja (ros. Боровая) – wieś (ros. деревня, trb. dieriewnia) w zachodniej Rosji, w osiedlu wiejskim Michnowskoje rejonu smoleńskiego w obwodzie smoleńskim.

## Geografia
Miejscowość położona jest nad Dnieprem, 2 km od drogi federalnej R120 (Orzeł – Briańsk – Smoleńsk – Witebsk), 10 km od drogi magistralnej M1 «Białoruś», 3 km od centrum administracyjnego osiedla wiejskiego (Michnowka), 8 km od Smoleńska, 1,5 km od najbliższego przystanku kolejowego (Dacznaja II).
W granicach miejscowości znajdują się ulice: 1-ja, 2-ja, 3-ja, 4-ja, 5-ja, Centralnaja, Dnieprowskaja, Dobryj pierieułok, Dworcowyj, Jubilejnyj pierieułok, Kolcewaja, Lesnaja, Letniaja, Ługowaja, Majskaja, Malinowaja, Mira, Mirnaja, Mirnyj pierieułok, Nowaja, Osienniaja, Parkowaja, 1-yj Parkowyj pierieułok, 2-oj Parkowyj pierieułok, 3-ij Parkowyj pierieułok, 4-yj Parkowyj pierieułok, 5-yj Parkowyj pierieułok, Pribrieżnaja, Recznoj pierieułok, Rublewskij pierieułok, Snieżnyj pierieułok, Sołniecznyj pierieułok, Swietłyj pierieułok, Swobody, Tienistaja, Wiesiennij pierieułok, pierieułok Wietieranow, Wiszniewaja, 1-yj Wiszniewskij pierieułok, Wysokobierieżnaja, 1-yj Wysokobierieżnyj pierieułok, 2-oj Wysokobierieżnyj pierieułok, Ziemlanicznaja, Zołotaja.

## Demografia
W 2010 r. miejscowość zamieszkiwało 78 osób.